# Ernesto Del Giudice
Ernesto Del Giudice (Marsala, 28 ottobre 1906 – Marsala, 17 luglio 1979) è stato un agronomo e politico italiano.

## Biografia
Nel 1936 con il grado di sottotenente prese parte alla guerra d'Etiopia.
Laureato in Agraria, fu docente  e poi preside dell'Istituto Tecnico Agrario Statale di Marsala.
Membro del Consiglio di Amministrazione dell'Istituto Regionale della Vite e del Vino.
È stato eletto deputato  alla Camera. il 25 maggio 1958 nella Circoscrizione Sicilia occidentale per la Democrazia Cristiana con 46.414 voti di preferenza .
Fece parte della Commissione Agricoltura e Foreste. Si ricandidò nel 1963, ma non fu rieletto.
Dal 1962 al 1975 fu Presidente dell'Associazione Nazionale dei Periti Agrari.